# Jolanda Čen
Jolanda Jevgenjevna Čen (rusko Иоланда Евгеньевна Чен), ruska atletinja, * 26. julij 1961, Moskva, Sovjetska zveza.
Ni nastopila na poletnih olimpijskih igrah. Na svetovnih prvenstvih je osvojila srebrno medaljo v troskoku leta 1993, na svetovnih dvoranskih prvenstvih zlato in srebrno medaljo, na evropskih dvoranskih prvenstvih pa srebrno medaljo v skoku v daljino. 18. junija 1993 je postavila svetovni rekord v troskoku s 14,97 metra, ki je veljal dva meseca.